# Vaite
Vaite é uma comuna francesa na região administrativa de Borgonha-Franco-Condado, no departamento de Alto Sona. Estende-se por uma área de 9,39 km². Em 2010 a comuna tinha 224 habitantes (densidade: 23,9 hab./km²).